# Fokker F.14
Pour les articles homonymes, voir F14.
Dimensions
Le Fokker F.14 est un avion de transport de passagers développé dans les années 1920. Il est désigné Y1C-14 et Y1C-15 pour l'USAAC